# Толмачёва, Валентина Ивановна
Валентина Ивановна Толмачёва (14 сентября 1933, Дальняя Ливенка, Белгородская область — 9 ноября 2021, Губкин, Белгородская область) — передовик советского сельского хозяйства, оператор машинного доения совхоза «Авангард» Губкинского района Белгородской области, полный кавалер ордена Трудовой Славы (1990).

## Биография
Родилась 14 сентября 1933 года в деревне Дальняя Ливенка Губкинского района, ныне Белгородской области в крестьянской русской семье. Завершила обучение в четырёх классах школы. Отец погиб на фронте, мать во время оккупации стала инвалидом, воспитывала её бабушка.
В возрасте шестнадцати лет завербовалась на работы в Грузинскую ССР. Там трудилась на железной дороги, укладывала шпалы, долбила грунт. Уже через год вернулась в родные края. Вышла замуж.
Стала трудиться на ферме в колхозе. Сначала ухаживала за молодыми тёлочками, а позже ей доверили группу коров. Дояркой проработала 15 лет. Овдовела, осталась одна с четырьмя детьми. Пришлось переехать в город Губкин. Трудоустроилась в совхоз «Авангард», дояркой. За время работы в совхозе показала себя как грамотный инициативный специалист способный к достижению высоких производственных результатов. Очень быстро вышла на второе место по удоям в совхозе, а затем стала передовиком производства и победителем в районе.
Указом Президиума Верховного Совета СССР от 23 декабря 1976 года была награждена орденом Трудовой Славы III степени.
Указом Президиума Верховного Совета СССР от 21 декабря 1983 года была награждена орденом Трудовой Славы II степени.
«За достижение высоких результатов в производстве, переработке и продаже государству сельскохозяйственной продукции на основе применения прогрессивных технологий и передовых методов организации труда» указом Президиума Верховного Совета СССР от 10 сентября 1990 года Валентина Ивановна Толмачёва была награждена орденом Трудовой Славы I степени. Стала полным кавалером Ордена Трудовой Славы.
В общей сложности проработала дояркой 32 года, в 59 лет вышла на заслуженный отдых. В журнале «Крестьянка» публиковалась развёрнутая статья о трудовых подвигах Валентины Ивановны.
Проживает в городе Губкине Белгородской области.

## Награды и звания
- Орден Трудовой Славы I степени (10.09.1990);
- Орден Трудовой Славы II степени (21.12.1983);
- Орден Трудовой Славы III степени (23.12.1976);
- медали.
- Почётный гражданин города Губкин и Губкинского района Белгородской области.